# Ancistrus
Ancistrus je rod sladkovodních ryb. Český název je krunýřovec.

## Popis
Jedná se o druh klidných ryb žijících u dna. Jejich zbarvení je hnědé až tmavohnědé se světlými nepravidelnými skvrnami. Břišní část je světle šedozelená nebo hnědá. Samcům v dospělosti na hlavě vyrůstají výrůstky, starší jedinci je mohou mít i rozvětvené. O potěr se starají jen samci. Dožívají se 13–15 let. Velikost krunýřovce se odvíjí od velikosti akvária.
Pro rozmnožování je třeba mít v akváriu kořen s dutinou uvnitř, kam samička po spáření naklade vajíčka (cca 1–2 mm velká). Po několik týdnů se sameček přestěhuje do dutiny a stráží vajíčka, dokud se nevylíhnou. Vylézá ven pouze na krmení. Při sebemenším ohrožení okamžitě zaleze zpět do dutiny. Sameček mladý potěr po vylíhnutí stále hlídá uvnitř dutiny před většími rybami dokud nebudou dostatečně velké, pak je opustí. Za příznivých podmínek se nová snůška vajec v dutině objeví cca 1–2 týdny po vystěhování předešlého potěru. Jedna snůška skýtá až 10–20 vajíček v závislosti na velikosti dutiny.
Živí se převážně rostlinnou potravou. Nepohrdne ani živočišnou stravou, tu ale aktivně neloví, naopak se vždy postará o likvidaci uhynulých rybiček v akváriu. Lze je krmit např. vločkovým krmivem, které rádi „vysávají“ ze dna, pro oživení stravy jim lze dát kolečko čerstvé okurky jako pamlsek. Ve velké oblibě mají červené řasy, které se usazují na kamenech či skle akvária, rostliny okusují minimálně, zpravidla při dlouhé prodlevě mezi krmením.
Zatímco krunýřovci skvrnití jsou aktivní zejména v noci a povětšinou jsou schovaní pod kameny či kořeny, albinotická forma je aktivní i přes den a schovává se minimálně. Pokud je v akváriu tmavé dno a jen pár světlých oblázků náhodně rozmístěných po dně, mají tendenci odpočívat na světlých oblázcích.
Krunýřovec je přátelská ryba, hodí se do společenských akvárií. Povrch těla má tvořen ostrými šupinkami, které tvoří krunýř, podle kterého si krunýřovci vysloužili své jméno. Tyto šupinky s věkem sílí. V dospělosti jsou tak ostří, že se nedoporučuje jejich ruční odlov, při prudkém pohybu totiž způsobí velkou odřeninu.
V akváriích se chová kříženec krunýřovce mnohoostného, krunýřovce skvrnitého a krunýřovce modrého. Existují ale i jejich vyšlechtěné formy (například albinotická forma, závojová forma (Long fin) a albinotická závojová forma (Long fin – Gold).
Jsou používáni jako čističi akvárií.

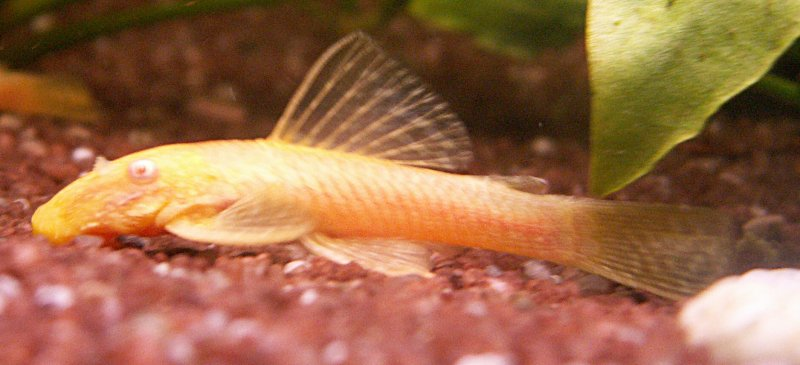
Vyšlechtěný akvarijní krunýřovec (albínový)

## Druhy
Rod Ancistrus zahrnuje 74 druhů:
- Ancistrus aguaboensis Fisch-Muller, Mazzoni & Weber, 2001 – krunýřovec aguaboenský
- Ancistrus amaris Souza, Taphorn & Armbruster, 2019
- Ancistrus bodenhameri Schultz, 1944 – krunýřovec Bodenhamerův
- Ancistrus bolivianus (Steindachner, 1915) – krunýřovec bolivijský
- Ancistrus brevifilis Eigenmann, 1920 – krunýřovec krátkotřásný
- Ancistrus brevipinnis (Regan, 1904) – krunýřovec krátkoploutvý
- Ancistrus bufonius (Valenciennes, 1840) – krunýřovec apurimacký
- Ancistrus caucanus Fowler, 1943 – krunýřovec caucanský
- Ancistrus centrolepis Regan, 1913 – krunýřovec condotský
- Ancistrus chagresi Eigenmann & Eigenmann, 1889 – krunýřovec panamský
- Ancistrus cirrhosus (Valenciennes, 1836) – krunýřovec skvrnitý
- Ancistrus claro Knaack, 1999 – krunýřovec claronský
- Ancistrus clementinae Rendahl, 1937 – krunýřovec ekvádorský
- Ancistrus cryptophthalmus Reis, 1987 – krunýřovec skrytooký
- Ancistrus cuiabae Knaack, 1999
- Ancistrus damasceni (Steindachner, 1907)
- Ancistrus dolichopterus Kner, 1854 – krunýřovec modrý
- Ancistrus dubius Eigenmann & Eigenmann, 1889 – krunýřovec záhadný
- Ancistrus erinaceus (Valenciennes, 1840) – krunýřovec ježčí
- Ancistrus eustictus (Fowler, 1945) – krunýřovec baudónský
- Ancistrus formoso Sabino & Trajano, 1997 – krunýřovec formosonský
- Ancistrus fulvus (Holly, 1929) – krunýřovec ryšavý
- Ancistrus galani Pérez & Viloria, 1994 – krunýřovec Galanův
- Ancistrus greeni (Isbrücker, 2001) – krunýřovka Greenova
- Ancistrus gymnorhynchus Kner, 1854 – krunýřovec holorypý
- Ancistrus heterorhynchus (Regan, 1912) – krunýřovec inambarinský
- Ancistrus hoplogenys (Günther, 1864) – krunýřovec brvonosý
- Ancistrus jataiensis Fisch-Muller, Cardoso, da Silva & Bertaco, 2005
- Ancistrus jelskii (Steindachner, 1877) – krunýřovec Jelského
- Ancistrus kellerae Souza, Taphorn & Armbruster, 2019
- Ancistrus latifrons (Günther, 1869) – krunýřovec širokočelý
- Ancistrus leoni Souza, Taphorn & Armbruster, 2019
- Ancistrus leucostictus (Günther, 1864) – krunýřovec běloskvrnný
- Ancistrus lineolatus Fowler, 1943 – krunýřovec čárkovaný
- Ancistrus lithurgicus Eigenmann, 1912 – krunýřovec guyanský
- Ancistrus macrophthalmus (Pellegrin, 1912) – krunýřovec velkooký
- Ancistrus maculatus (Steindachner, 1881) – krunýřovec skvrnitý
- Ancistrus malacops (Cope, 1872) – krunýřovec měkký
- Ancistrus maldonadoi Bifi & Ortega, 2020
- Ancistrus maracasae Fowler, 1946 – krunýřovec maracaský
- Ancistrus marcapatae (Regan, 1904) – krunýřovka marcapatanská
- Ancistrus martini Schultz, 1944 – krunýřovec zulijský
- Ancistrus mattogrossensis Miranda-Ribeiro, 1912 – krunýřovec matogrosský
- Ancistrus megalostomus Pearson, 1924 – krunýřovec velkoústý
- Ancistrus minutus Fisch-Muller, Mazzoni & Weber, 2001 – krunýřovec malý
- Ancistrus miracollis Bifi, Oliveira & Rapp Py-Daniel, 2019
- Ancistrus montanus (Regan, 1904) – krunýřovec horský
- Ancistrus multispinis (Regan, 1912) – krunýřovec mnohoostný
- Ancistrus nudiceps (Müller & Troschel, 1849) – krunýřovec holý
- Ancistrus occidentalis (Regan, 1904) – krunýřovec západní
- Ancistrus occloi Eigenmann, 1928 – krunýřovec urubambský
- Ancistrus parecis Fisch-Muller, Cardoso, da Silva & Bertaco, 2005
- Ancistrus patronus De Souza, Taphorn & Armbruster, 2019
- Ancistrus pirareta Muller, 1989 – krunýřovec piraretský
- Ancistrus piriformis Muller, 1989 – krunýřovec hruškovitý
- Ancistrus ranunculus Muller, Rapp Py-Daniel & Zuanon, 1994 – krunýřovec žabí
- Ancistrus reisi Fisch-Muller, Cardoso, da Silva & Bertaco, 2005
- Ancistrus salgadae Fowler, 1941 – krunýřovec salgadský
- Ancistrus saudades Souza, Taphorn & Armbruster, 2019
- Ancistrus sericeus (Cope, 1872) – krunýřovka ambyiacká
- Ancistrus shuar Provenzano & Barriga-Salazar, 2018
- Ancistrus spinosus Meek & Hildebrand, 1916 – krunýřovec ostnitý
- Ancistrus stigmaticus Eigenmann & Eigenmann, 1889 – krunýřovec znamenaný
- Ancistrus tamboensis Fowler, 1945 – krunýřovec tambonský
- Ancistrus taunayi Miranda-Ribeiro, 1918 – krunýřovec lageadonský
- Ancistrus temminckii (Valenciennes, 1840) – krunýřovec Temminckův
- Ancistrus tolima Taphorn, Armbruster, Villa-Navarro & Ray, 2013
- Ancistrus tombador Fisch-Muller, Cardoso, da Silva & Bertaco, 2005
- Ancistrus trinitatis (Günther, 1864) – krunýřovec trinidadský
- Ancistrus triradiatus Eigenmann, 1918 – krunýřovec venezuelský
- Ancistrus variolus (Cope, 1872) – krunýřovec pestrobarevný
- Ancistrus verecundus Fisch-Muller, Cardoso, da Silva & Bertaco, 2005
- Ancistrus vericaucanus Taphorn, Armbruster, Villa-Navarro & Ray, 2013
- Ancistrus yutajae Souza, Taphorn & Armbruster, 2019